# Curti (famiglia)
La famiglia Curti è nota in Italia come un antico casato lombardo, ma secondo le cronache dell'alto medioevo (richiamate da G. Corti nel suo saggio "Famiglia Curti") ebbe origini francesirisalenti al X secolo, strettamente legate a quelle di altre illustri famiglie italiane provenienti d'oltralpe, come i Casanova e gli Stampa. 

## Le origini
Secondo le antiche cronache (citate da G. Corti nel suo già ricordato saggio) un nobile francese di alto rango di nome Pietro Curti, avendo dato segretamente in sposa la propria sorella Isabella, cugina e damigella di Corte della Regina Costanza d'Arles a un Viviano Chiaramonte, conte di Lorena (e lontano discendente di Carlo Magno), incorse nell'ira del re di Francia Roberto il Pio, che si opponeva a tale unione. 
In proposito è utile ricordare che il re Roberto il Pio (972-1031, associato al trono dal padre Ugo Capeto nell'anno 987) per ragioni dinastiche aveva dovuto rinunciare al suo amore per la cugina Berta, figlia del Re di Borgogna, e detestava la moglie legittima Rozala d'Ivrea, già vedova del conte di Fiandra, che gli era stata imposta dal padre per rafforzare il Regno, e per giunta aveva venti anni più di lui. Roberto il Pio provò a ripudiarla e sposò la cugina Berta, ma incorse nell'anatema di Papa Gregorio V che gli ingiunse di separarsi, essendo cugini in grado troppo ravvicinato per poter contrarre matrimonio.
Roberto il Pio cercò inutilmente di implorare la clemenza del Papa, che fu inflessibile: per evitare la scomunica e salvare il trono fu infine costretto a lasciare la sua amata cugina Berta. Amareggiato, il sovrano sposò in terze nozze nel 1003 la giovane e bella Costanza d'Arles, dalla quale ebbe molti figli, e si dedicò principalmente alla politica, cercando di impedire alleanze tra casati che potessero indebolire la già fragile monarchia Capetingia, ed al contempo di aggiungere nuove conquiste al Regno di Francia. Questo potrebbe fornire una spiegazione dell'avversione di Roberto il Pio per il matrimonio (avvenuto a sua insaputa, e quindi senza la sua approvazione) di Isabella Curti, dama di corte e per di più sua congiunta (in quanto cugina della Regina), con un conte di Lorena, regione strategicamente importante per la sua posizione di confine con la Germania, che il Regno di Francia contendeva al Sacro Romano Impero.
La conseguenza di quanto premesso fu che nell'anno 1018 il nobile Pietro Curti per sottrarsi al risentimento del re di Francia abbandonò cogli sposi ed altri congiunti la terra natìa, portandosi dapprima a Bellinzona, e quindi a Locarno, ove i Curti strinsero una solida amicizia con il governatore imperiale di Milano Lanfranco Stampa, ivi costretto all’esilio dai tumulti popolari, e divennero così accesi sostenitori della causa imperiale. Sempre a Locarno furono raggiunti da altre famiglie rimaste fedeli all’Impero, e da gruppi di Gravedonesi, che si dichiararono onorati di poter ospitare nelle loro terre dei personaggi tanto illustri. Fu così che nell'anno 1020 Pietro Curti si stabilì con la figlia Giulietta ed altri suoi congiunti a Gravedona, (antichissimo comune sul lago di Como) perpetuandovi la famiglia, che divenne tra le più importanti della città; nell'anno 1030 Corrado II il Salico, Imperatore del Sacro Romano Impero e già re di Franconia insignì lo stesso Pietro Curti della Contea di Omazzo (così nelle fonti, dovrebbe corrispondere all'attuale Lomazzo) e delle terre vicine (Casorate, Rosate) per la fedeltà dimostrata nel periodo successivo all'insurrezione di Milano contro il dominio imperiale (1020), e lo nominò Capitano della Cavalleria imperiale. A seguito di questa investitura i conti Curti di Gravedona aggiunsero al proprio stemma il capo dell'Impero, cioè la fascia superiore d'oro, all'aquila di nero coronata del campo (cfr. paragrafo seguente). Secondo quanto accennato la Famiglia Curti
risulta storicamente attestata da oltre un millennio, il che la pone tra le più antiche famiglie del mondo occidentale tuttora fiorenti.
Attorno alla metà del 1100 troviamo a Gravedona Bene e Buiniolo Curti, entrambi  Consoli della Comunità. Nell’anno 1199 abbiamo un Gerolamo Curti elencato tra i nobili presenti all’insediamento dell’Arcivescovo di Milano,  Filippo da Lampugnano. Nel 1226 un Viviano Curti viene annoverato tra i partecipanti all’Assemblea di Mantova, e nello stesso anno un Severino Curti intervenne alla Lega dei sostenitori dell’autorità del Papa, in contrasto con le ingerenze imperiali. Sempre a Gravedona troviamo nel 1265 Ser Alberto Curti (figlio di un Anrico) notaio, e nel 1301 suo figlio Giacomo. La professione di notaio venne esercitata da molti membri della famiglia anche nei secoli successivi.
Nel 1323 i fratelli Giovanni Battista e Gerolamo furono tra i 32 membri del Supremo Consiglio di Gravedona, istituito in quello stesso anno per meglio sopperire alle esigenze difensive del Comune di Gravedona contro le minacce provenienti dal Ducato di Milano.
Nel 1403 un Antonio fu tra i compilatori degli Statuti di Gravedona, in seguito riconosciuti dal Ducato di Milano. Nel 1404 Pasquale e Gerolamo furono tra i Capitani delle compagnie gravedonesi scese in campo a fianco delle truppe del Ducato di Milano nell’assedio di Como.
Nel XVI secolo i Curti di Gravedona con Giovanni Alessandro ebbero parte nel governo e nelle vicende politiche della piccola Repubblica delle Tre Pievi (costituita dai Comuni di Gravedona, Dongo e Sorico), ottenendo il privilegio di inquartare nel vessillo della Repubblica le proprie armi gentilizie; il figlio Giovanni Andrea fu sindaco fiscale delle Tre Pievi superiori del lago di Como in nome di papa Pio IV (1564, 1574, 1575), e divenne il capostipite del ramo dei Curti di Milano. L'ultimo podestà di Gravedona fu Giorgio Curti, che risulta in carica nel 1518.
Lo stabilimento dei Curti da Gravedona a Milano si può assegnare al 1247, quando per sottrarsi alle lotte intestine che laceravano il paese nativo, emigrarono portando la loro dimora nella capitale d’Insubria, dove vennero ascritti trent’anni dopo nella Matricola degli Ordinari.
Un Francescolo sedette al Decurionato nel 1388 per la Parrocchia di S. Raffaele, e sotto il duca Giovanni Maria Visconti i Curti vennero privilegiati di esenzioni fiscali sopra i possedimenti della Contea di Omazzo, Casorate Primo e Rosate a compenso dei danni patiti in quelle loro terre, e per l’attaccamento dimostrato alla casa Ducale. Con Decreto del 23 aprile 1787 dell’I.R. Consiglio di Governo fu riconosciuta l’antica e generosa nobiltà di questa famiglia, in persona dei fratelli Don Gerolamo e del Capitano Don Luigi. Secondo la genealogia provata nel 1787, il capostipite di questo ramo dei Curti fu il suddetto Giovanni Andrea, nativo di Gravedona e Sindaco Fiscale delle Tre Pievi in nome del papa Pio IV.
Dalla Lombardia un ramo dei Curti si stabilì già nel XIII secolo a Mazzara e Trapani, e godette di nobiltà anche a Mineo e Palermo. Il Mugnos nel suo "Vespro Siciliano" ricorda infatti un Ugone De Curtibus barone al tempo di re Pietro I (1239–1285), ed un Antonio sotto Federico II nel 1296; un Giordano fu arcivescovo di Messina nel 1348.
Nel 1507 troviamo che la Baronia della salina di S. Todaro insieme con la tonnara chiamata "la Grotta Malfitana" fu concessa ad Andrea Curto del ramo di Trapani; tale ramo successivamente si trasferì a Spaccaforno (oggi Ispica, RG) nella prima metà del XVII secolo; quivi furono capitani di giustizia: Antonio I nell'anno 1689; Antonio II negli anni 1751-1753, ed infine Pasquale nell'anno 1810. Gli attuali discendenti del ramo di Spaccaforno sono i germani Antonio (Francesco, il figlio) e Giombattista Curto, ed i germani Vittorio (Giovanni, il figlio) e Pietro (Alessandro il figlio, Niccolò Vincenzo e Riccardo, i nipoti). Attuale rappresentante del ramo di Mineo è Orazio Curtò. 
Il titolo di marchese di Balsamo fu posseduto per primo da Mario, già Proconservatore in Licata per investitura del 1 dicembre 1790, e quindi dal figlio Antonino, per investitura del 7 dicembre 1795.
Camillo Curti originario di Gravedona fu giureconsulto, e si stabilì alla fine del secolo XVI a Roma, dove acquistò una casa con terra presso la chiesa di S. Girolamo della Carità, nei pressi di Via Giulia; tale dimora divenne poi l'attuale Palazzo Curti, sito in Via in Caterina n° 89, attribuito alla scuola di Antonio da Sangallo; lungo il cornicione dell'ultimo piano sono riportati in stucco gli emblemi araldici della famiglia. Camillo fu il capostipite dei conti Curti di Roma, morì nel 1640 e fu sepolto nella Chiesa del Gesù, dove ancora si legge la sua pietra sepolcrale, nei pressi della cappella di Sant'Ignazio di Loyola.
Ancora da Milano intorno al XVI secolo un ramo della famiglia Curti si trasferì a Venezia, acquistando ingenti ricchezze grazie al commercio delle carni dall'Ungheria e dalla Croazia, ove possedeva titoli e feudi per concessione della Camera Imperiale di Vienna, ottenuti in compensazione dei crediti. In occasione della Guerra di Morea i Curti contribuirono alle spese belliche della Serenissima Repubblica di Venezia con la notevole somma di centomila ducati d'oro, e come riconoscimento nel 1688 vennero ascritti alla Nobiltà di Venezia nella persona del barone Pietro Martire e suoi nipoti. Avevano dimora in un elegante palazzo sul Canal Grande, oggi conosciuto come Palazzo Curti Valmarana.

## Lo stemma

Lo stemma araldico della famiglia Curti (Gravedona)

Lo stemma araldico della famiglia Curti di Gravedona secondo il Crollalanza era così composto: interzato in fascia (cioè diviso in tre fasce orizzontali); nel 1° d'oro all'aquila spiegata di nero, coronata del campo (capo dell'Impero); nel 2° che è partito (cioè diviso a metà in senso verticale): a destra d'argento, al leone rampante al naturale; a sinistra di rosso, al castello a due torri d'argento, aperto e finestrato del campo; nel 3° sbarrato d'argento e di rosso . Tuttavia va osservato che nei blasoni più antichi da noi raccolti si trova sempre nel 3°, in luogo dello sbarrato, il palato di rosso e d'argento, precisamente come si vede nello stemma qui riportato. 
Giova tuttavia precisare che in origine lo stemma dei Curti di Gravedona doveva essere privo del capo dell'Impero, aggiuntosi soltanto nel 1030 a seguito dell'investitura comitale da parte dell'imperatore Corrado II, come ricordato nel paragrafo precedente. Va inoltre osservato che l'uso degli smalti rosso ed argento nelle figure e nelle pezze dovrebbe richiamare i colori tipici della Franconia, facendo ipotizzare che i Curti fossero originari di quella regione, da cui provenivano i Carolingi e lo stesso imperatore Corrado II il Salico, già re di Franconia. 
Lo stemma che appare in questo collegamento secondo il Crollalanza apparteneva invece ai baroni Curti di Palermo, e si blasona così: interzato in fascia (cioè diviso in tre fasce orizzontali): nel 1° d'oro, all'aquila spiegata di nero, coronata del campo (capo dell'Impero); nel 2° che è partito (cioè diviso a metà in senso verticale): a destra d'oro, al leone bicipite passante di nero, le teste coronate del campo; a sinistra di rosso, al castello a due torri d'oro, aperto, finestrato del campo e sormontato da un'aquila d'oro coronata dello stesso; nel 3° di rosso, a tre pali d'oro.

## Il motto
Il motto di questa famiglia era: “Ingenium superat vires”, allusivo all'intelligenza, che sempre prevale sulla forza nelle avversità della vita.
Si conosce anche un altro motto, di sicura origine medievale in quanto ripreso da un commento di Arnobio il Giovane (monaco vissuto a Roma nel V secolo) al Salmo XXXVI: ”Quod differtur non aufertur”, che significa “ciò che viene rimandato non è perduto”, con chiara allusione alla tenacia, virtù che permette di raggiungere gli obiettivi prefissati, sapendo cogliere saggiamente il momento opportuno.

## I rami principali
La famiglia Curti diede origine a vari rami, che aggiunsero al proprio un altro cognome. Da ricordare a Gravedona i Curti Pettarda, i Curti Bassi, i Curti Maghini, i Curti Gialdino (baroni), tuttora fiorenti in Sicilia e a Roma, ed infine ancora a Roma i  Curti Lepri. 
Altri rami si stabilirono a Ventimiglia (XII sec.), e, come già accennato, a Milano (XIII sec.), a Palermo (XIII sec.) e da qui a Ispica (XVII sec.), ed ancora a Roma (XVI sec.) e Venezia (XVI sec. circa, provenienti rispettivamente da Gravedona e da Milano). Altri rami sono attestati anche a Bergamo, Treviso e Belluno. 
Dalla città di Cantù in Lombardia un ramo della famiglia Curti si stabilì nel Cantone svizzero di Vallese, dove diede origine al Casato dei Conti De Courten (XIV sec.), ed alla famiglia dei notai e mercanti Curta/Curtaz a Gressoney sul Monte Rosa (XV sec.), che comprendeva anche molti sacerdoti e qualche pittore, con molti discendenti in Germania (Kappel/Reno, Oberweier, Karlsruhe, Spira, Amburgo etc.), che si fanno chiamare Curtaz o Korta.
Dal ramo di Milano, un mercante di seta si stabilì in Svizzera sul lago di Zurigo nella seconda metà del XVII secolo, con discendenti che si trovano ancora qui e a Lucerna e Ginevra.
Un altro ramo originario di Gravedona si stabilì in Germania nella regione del Palatinato, dove diede origine al casato dei Curtius, che ebbe il suo più illustre esponente nel baronetto Johann Wilhelm Curtius, importante diplomatico al servizio della corona inglese, vissuto nel XVII secolo (cfr. par. stemma, nota 28).
La stirpe si chiude, temporaneamente, con Leonardo Curti (XXI sec.) figlio di Eugenio Curti 

## I personaggi storici

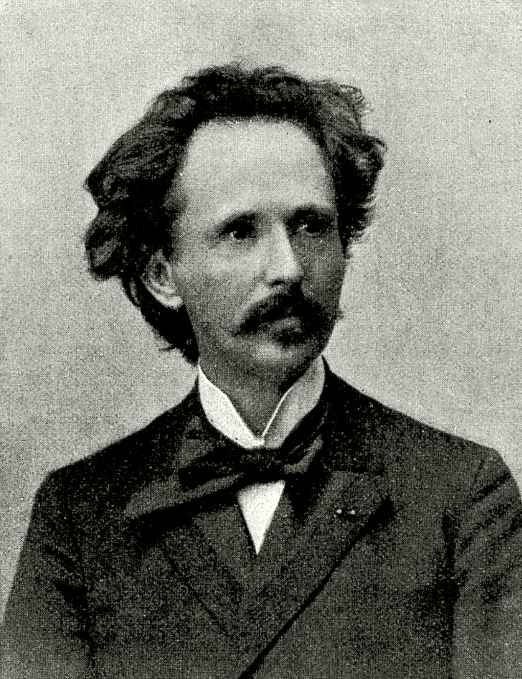
Il compositore Franz Curti

Tra i personaggi storici più importanti della famiglia Curti ricordiamo: Guglielmo Curti (sec. XIV), cardinale Camerlengo e presidente del Santo Uffizio; Girolamo Curti, (sec. XVI), maestro della pittura prospettica; per ascendenza materna Maria Teresa Serri-Curti (sec. XVIII), meglio nota come Venerabile Maria Diomira del Verbo Incarnato, Badessa del Monastero di Fanano, mistica e stigmatizzata; Pier Ambrogio Curti (sec. XIX), Avvocato, patriota, scrittore, erudito e Deputato del primo parlamento italiano nel 1867. Il compositore Franz Curti proveniva dal ramo svizzero del lago di Zurigo. È uno dei più importanti compositori e musicisti svizzeri del suo tempo, ed è considerato musicalmente l'interfaccia tra Wagner e Mahler. Il Franz Curti Festival si tiene regolarmente in suo onore a Rapperswil.